# Charles Warren Thornthwaite
Charles Warren Thornthwaite (Bay City, Michigan, 7 de março de 1899 — Arlington, Virginia, 11 de junho de 1963) foi um professor de climatologia. Seus estudos levaram à criação da classificação do clima de Thornthwaite onde os fatores importantes para a caracterização do clima de uma região foram ampliados com balanço de águas (precipitação e evaporação) entre as estações do ano.

## Biografia
Thornthwaite foi um dos primeiros estudiosos do clima, recebendo seu doutorado em 1929 através do departamento Carl Sauer na Universidade de Berkeley. Iniciou sua carreira como professor na Universidade de Michigan. Trabalhou como geógrafo entre 1926 e 1930 no Kentucky Geological Survey e membro da Universidade de Oklahoma entre 1927 e 1934. Nesse período publicou o artigo "The Climates of North America According to a New Classification". Em 1947 foi admitido como professor de climatologia na Universidade Johns Hopkins. Em 1948 publicou o artigo "An Approach Toward a Rational Classification of Climate". Em sua carreira foi presidente da comissão de climatologia da Organização Meteorológica Mundial em 1950 e reeleito em 1953.

## Agricultura
O balanço hídrico proposto por Thornthwaite foi posteriormente aperfeiçoado por John Russ Mather em 1955 sendo utilizado para prever a disponibilidade hídrica na agricultura. Essa técnica é conhecida como Balanço Hídrico de Thornthwaite e Mather.